# Dombeya trimorphotricha
Dombeya trimorphotricha är en malvaväxtart som beskrevs av Arenes. Dombeya trimorphotricha ingår i släktet Dombeya och familjen malvaväxter. Inga underarter finns listade i Catalogue of Life.